# Sam Huntington
Sam Huntington (Peterborough, 1º aprile 1982) è un attore statunitense.

## Biografia
Grazie alle conoscenza della madre (attrice) riuscì ad ottenere alcune parti come attore teatrale, mentre si dedicò al cinema dal 1995. Una volta a New York divenne amico di Macaulay Culkin. Suo prozio era l'attore Ralph Bellamy.

## Vita privata
Dal 12 agosto 2006 Huntington è sposato con l'attrice Rachel Klein, da cui ha avuto un figlio, Charlie, e una figlia.

## Filmografia

### Attore

#### Cinema
- Da giungla a giungla (Jungle 2 Jungle), regia di John Pasquin (1997)
- Detroit Rock City, regia di Adam Rifkin (1999)
- Non è un'altra stupida commedia americana (Not Another Teen Movie), regia di Joel Gallen (2001)
- Rolling Kansas, regia di Thomas Haden Church (2003)
- Freshman Orientation, regia di Ryan Shiraki (2004)
- U-429 - Senza via di fuga (In Enemy Hands), regia di Tony Giglio (2004)
- Raising Genius, regia di Linda Voorhees e Bess Wiley (2004)
- Sleepover, regia di Joe Nussbaum (2004)
- River's End, regia di William Katt (2005)
- Superman Returns, regia di Bryan Singer (2006) – Jimmy Olsen
- Looking Up Dresses, regia di Jared Ingram – cortometraggio (2008)
- Fanboys, regia di Kyle Newman (2009)
- Tug, regia di Abram Makowka (2010)
- Dylan Dog - Il film (Dylan Dog: Dead of Night), regia di Kevin Munroe (2010)
- Three Night Stand, regia di Pat Kiely (2013)
- Veronica Mars - Il film (Veronica Mars), regia di Rob Thomas (2014)
- Gli specialisti (The Throwaways), regia di Tony Bui (2015)
- Sully, regia di Clint Eastwood (2016)
- Finding Sofia, regia di Nico Casavecchia (2016)
- Second Nature, regia di Michael Cross (2016)
- Seven Stages to Achieve Eternal Bliss, regia di Vivieno Caldinelli (2018)
- Overshare, regia di Michelle Noh – cortometraggio (2020)
- The Last Stop in Yuma County, regia di Francis Galluppi (2023)

#### Televisione
- Harvest of Fire, regia di Arthur Allan Seidelman – film TV (1996) – non accreditato
- Law & Order - I due volti della giustizia (Law & Order) – serie TV, episodio 8x09 (1997)
- Veronica Mars – serie TV, episodi 1x05-1x21 (2004-2005)
- CSI: Miami – serie TV, episodio 3x04 (2004)
- CSI: NY – serie TV, episodio 1x15 (2005)
- It's a Mall World, regia di Milo Ventimiglia – miniserie TV (2007)
- Cavemen – serie TV, 12 episodi (2007-2008)
- Human Target – serie TV, episodio 1x04 (2010)
- Being Human – serie TV, 52 episodi (2011-2014)
- Warehouse 13 – serie TV, episodio 1x04 (2012)
- How We Live, regia di Gail Mancuso – film TV (2015)
- Rosewood – serie TV, 24 episodi (2016-2017)
- Training Day – serie TV, episodio 1x10 (2017)
- The Expanse – serie TV, episodio 2x06 (2017)
- Kevin (Probably) Saves the World – serie TV, episodio 1x02 (2017)
- Psych: The Movie, regia di Steve Franks – film TV (2017)
- Skyward, regia di Jonathan Judge – episodio pilota (2017)
- Losing It, regia di Julie Anne Robinson – episodio pilota (2017)
- iZombie – serie TV, episodio 4x03 (2018)
- Un milione di piccole cose (A Million Little Things) – serie TV, 4 episodi (2018, 2022)
- The Resident – serie TV, episodio 2x22 (2019)
- Good Girls – serie TV, 7 episodi (2019)
- Mrs. Davis – miniserie TV, puntata 01 (2023)

### Doppiatore
- Superman Returns – videogioco (2006) – Jimmy Olsen
- Two Dreadful Children, regia di Mike Kim – cortometraggio TV (2007)
- Glenn Martin - Dentista da strapazzo (Glenn Martin, DDS) – serie animata, episodio 2x10 (2010)
- Kill Command, regia di Steven Gomez (2016)
- Days Gone – videogioco (2019)

## Doppiatori italiani
Nelle versioni in italiano delle opere in cui ha recitato, Sam Huntington è stato doppiato da:
- Francesco Pezzulli in Detroit Rock City, Being Human, Warehouse 13
- David Chevalier in CSI: Miami, U-429 - Senza via di fuga
- Fabrizio Picconi in CSI: NY
- Andrea Mete in Rosewood
- Davide Perino in Superman Returns
- Massimiliano Alto in Dylan Dog - Il film
- Paolo Vivio in Non è un'altra stupida commedia americana
- Simone Crisari in Sleepover
- Stefano Crescentini in Fanboys